# 恩宠圣母圣殿 (布雷西亚)
恩宠圣母圣殿（Santa Maria delle Grazie）是一座罗马天主教宗座圣殿，位于意大利布雷西亚的埃利亚卡普里奥洛大街的西端，与恩宠大街相交处。该堂建于 16 世纪，17 世纪进行改建，保存有当地主要艺术家的大部分作品，包括莫雷托的三幅画作之一，另外两个现藏于托西奥马丁内戈画廊。内部装饰为华丽的巴洛克风格。与教堂相邻的是新哥特式的恩宠圣母朝圣所。
16 世纪初，圣热罗尼莫会修士在城墙外建了一座教堂 。在 1512 年毁灭性的围城战之后，该堂被毁，修士们于 1522 年建造一座新教堂。 1668 年圣热罗尼莫会被取缔，教宗克勉九世将修道院移交给耶稣会，耶稣会成立了一所学校。 1797年，修道院关闭，但教堂仍然开放。
立面有一尊和平之后圣母的青铜雕像。玫瑰窗描绘的是耶稣诞生。立面中央的雕刻的大理石大门来自城墙外的一座教堂，于 1517 年被威尼斯当局拆除。大门由Filippo Morari da 索雷西纳 雕刻。

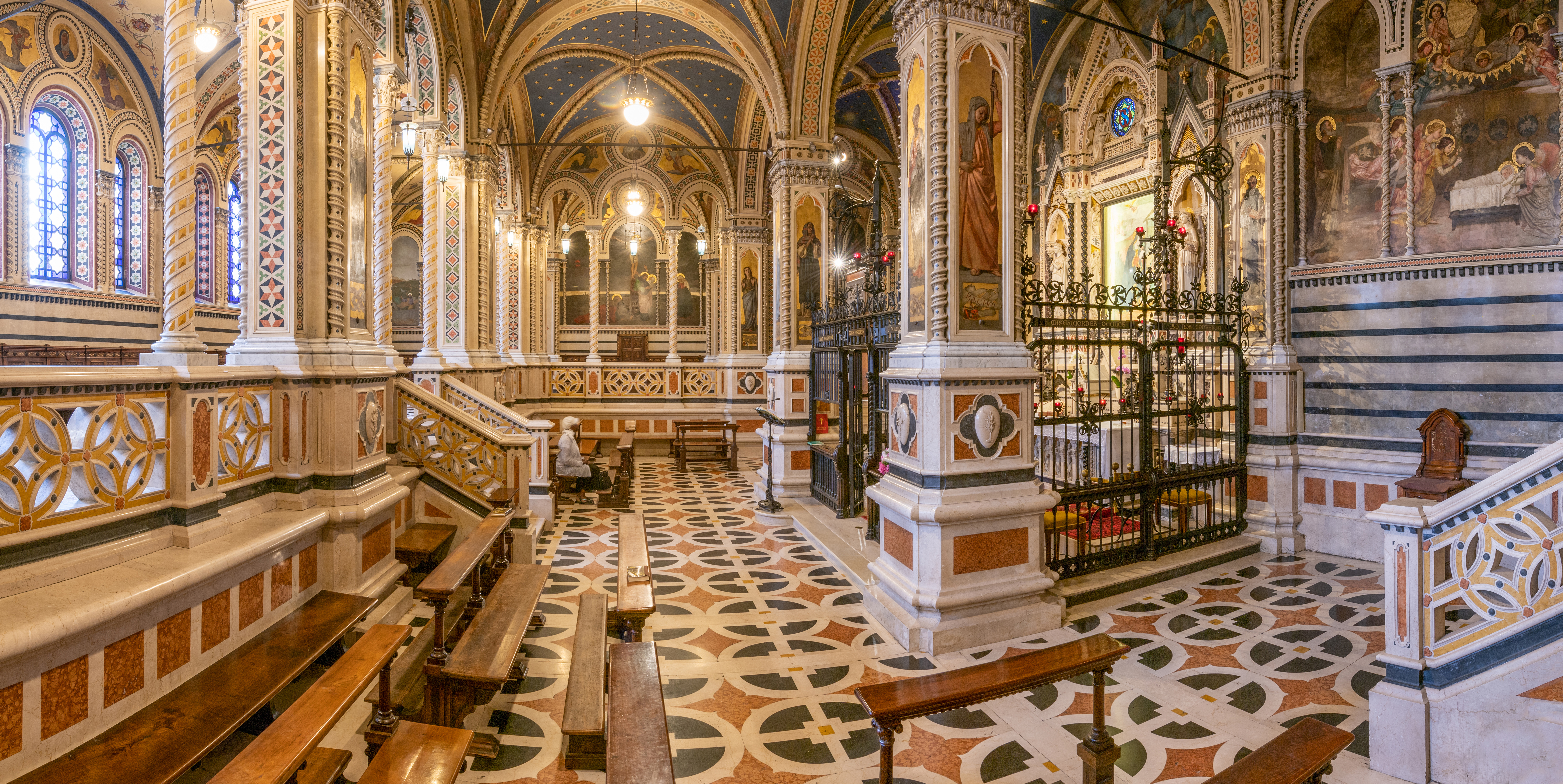

圣殿内部由众多艺术家装饰，弗朗切斯科·朱尼奥在中央天花板上创作了五幅画，描绘基督向圣母显现、五旬节、圣母升天、加冕以及圣母之死。吉罗拉莫·穆齐亚诺在圣热罗尼莫祭坛附近的小圆顶上，描绘了圣热罗尼莫的生平事迹。
右侧第一个祭坛的油画，是提香的学生彼得罗·罗莎绘制的《圣白芭蕾的殉难》，由威尼斯共和国炮兵协会订制。下一个祭坛供奉耶稣会会士圣方济各沙勿略，彼得罗安东尼奥罗塔里绘制了《圣方济各·沙勿略 与日本人》（1745 年）。下一个祭坛供奉圣路济亚和阿波罗尼亚，亚历山德罗·马甘扎绘制了《圣母、圣婴、圣若瑟和天使之前的圣徒》。下一个祭坛原来是莫雷托的《圣安多尼与圣安多尼院长和托伦蒂诺的尼各老》，现在是一幅复制品。侧门上方是Callisto Piazza的画作《耶稣降生》。下一个祭坛有一幅画布，描绘了西蒙·布伦塔纳的“圣方济各·瑞吉斯”。中殿头部的小堂有莫雷托的《荣耀中的圣母、圣婴，以及圣罗格、圣玛尔定和圣巴斯弟盎》。左边的墙上挂着方济各·马菲的画作《圣玛尔定使寡妇的孩子复苏》。
经文柜旁是圣热罗尼莫的圣髑。正祭台有莫雷托《耶稣诞生》的复制品（原作在托西奥马丁内戈画廊）。在咏经席的墙上，有修士巴尔迪尼的《玛利亚的婚礼》 (1609) 和《圣母往见》、弗朗切斯科·朱尼奥的《耶稣的割礼》、格拉齐奥·科萨利的《三贤士来朝》(1610) 等。
管风琴装饰有《奥古斯都皇帝听库迈的西比拉预言即将到来的基督》。在管风琴的两侧是甘迪诺的《圣母领报》和《献耶稣于圣殿》、巴尔迪尼的《屠杀无辜婴孩》和卡米洛·普罗卡奇尼的《圣母诞生》。

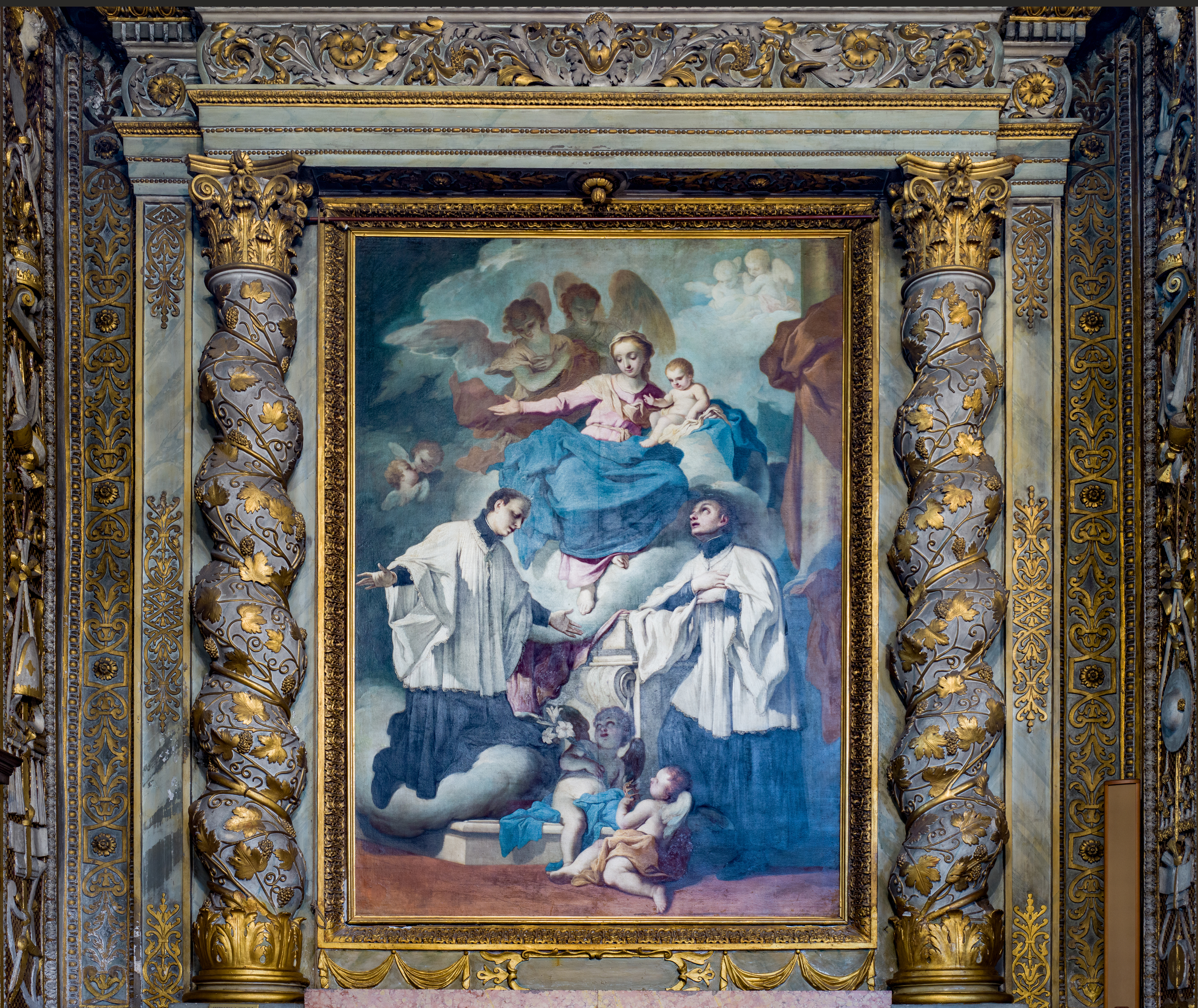
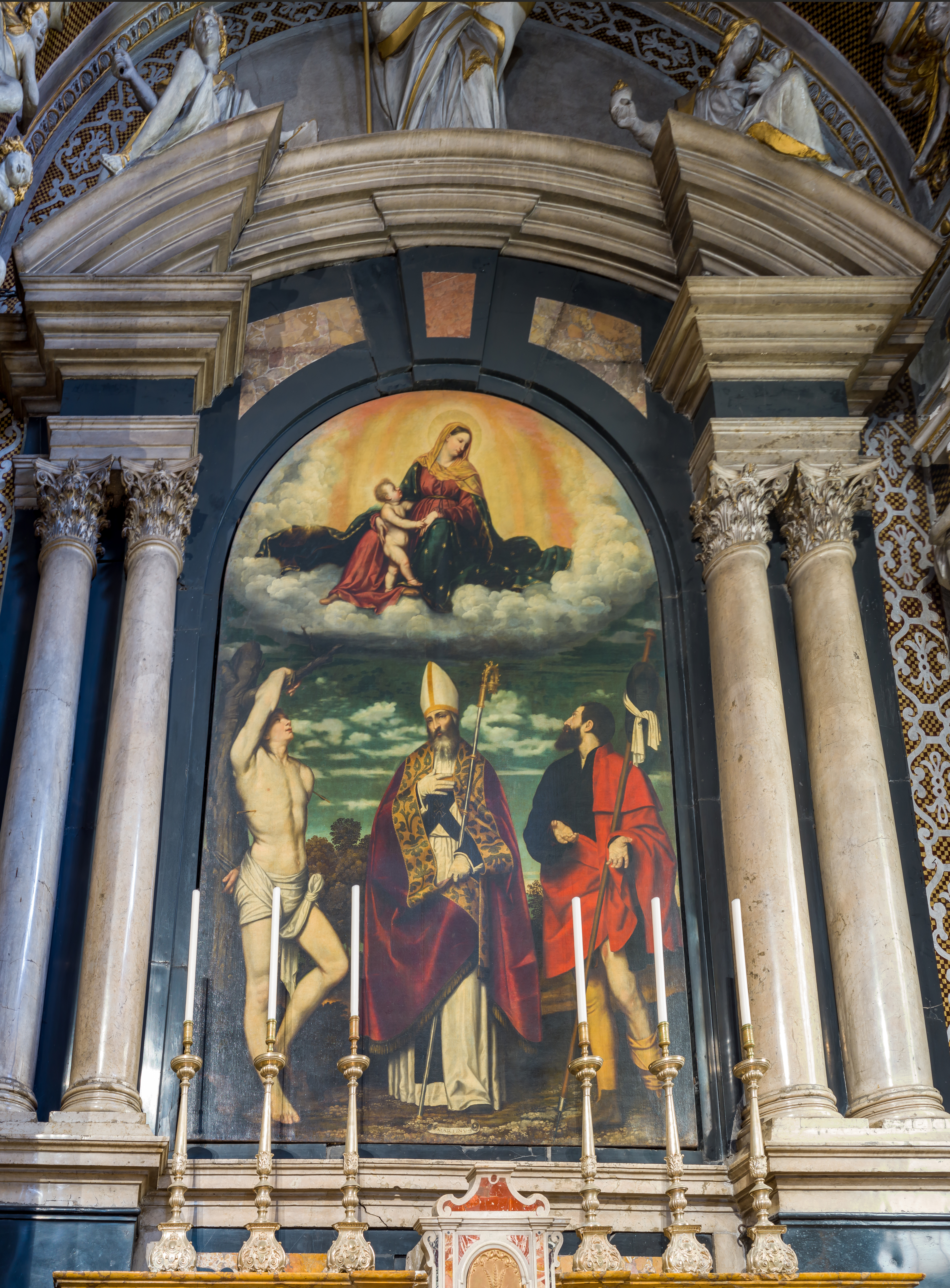
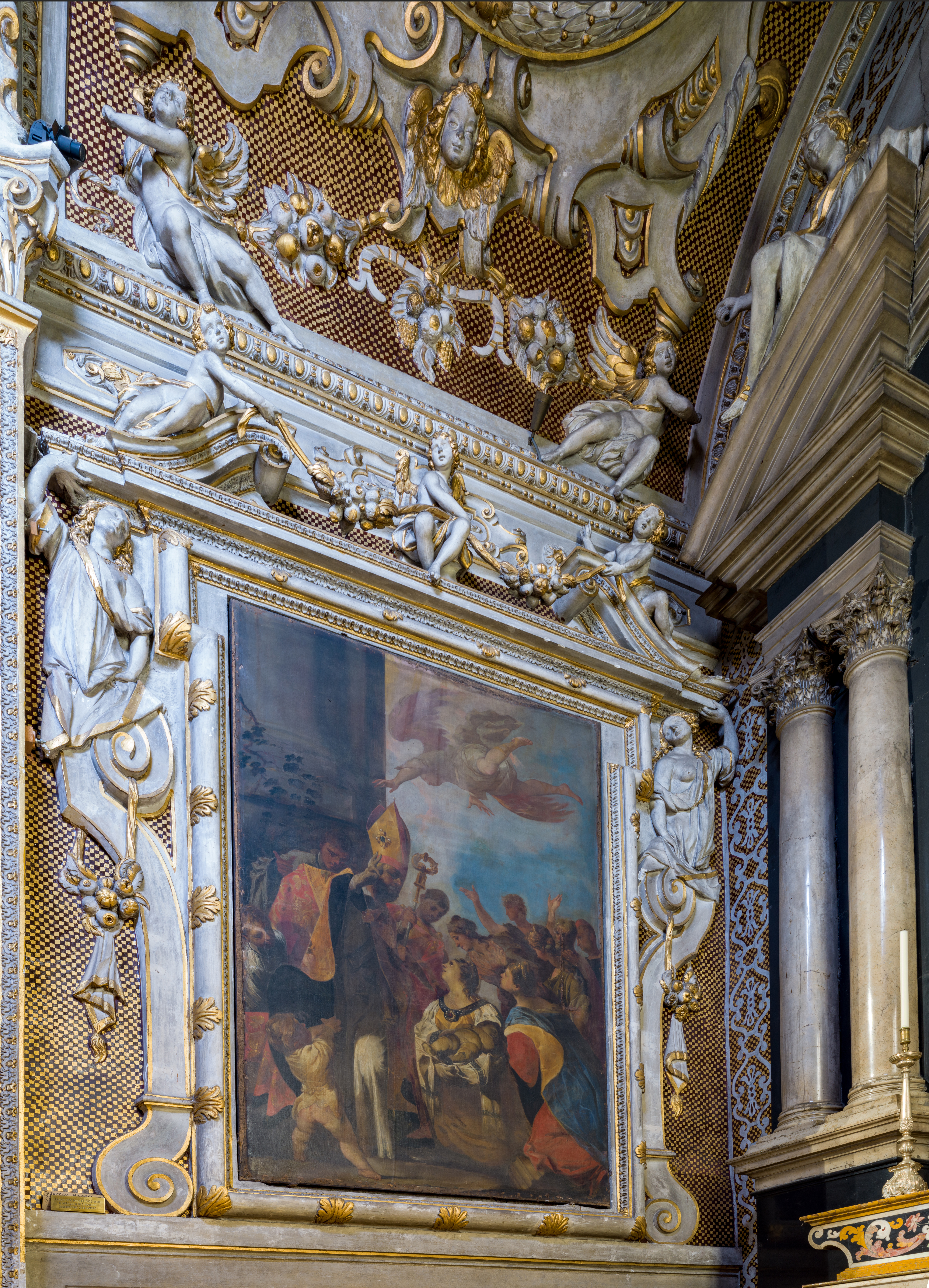
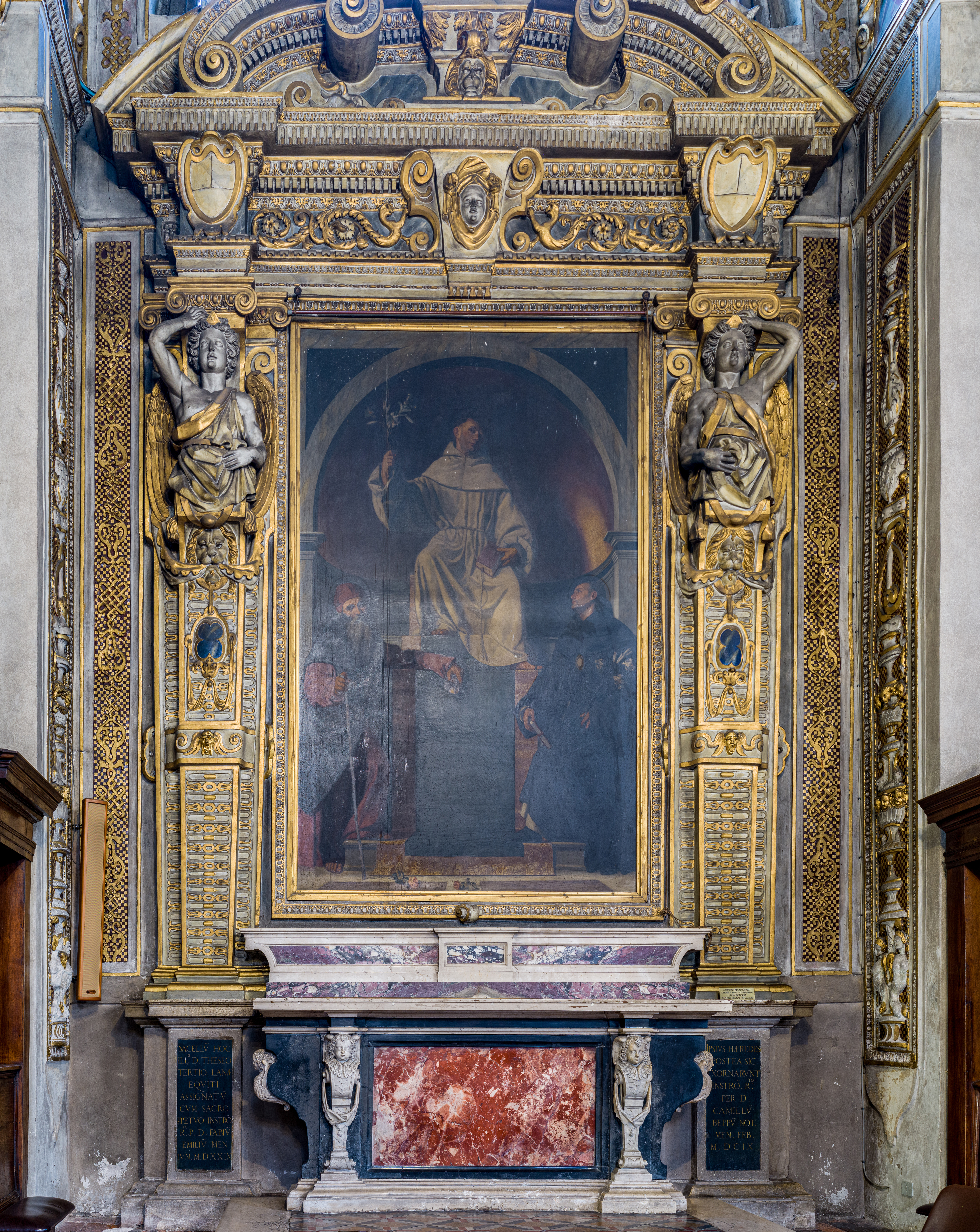
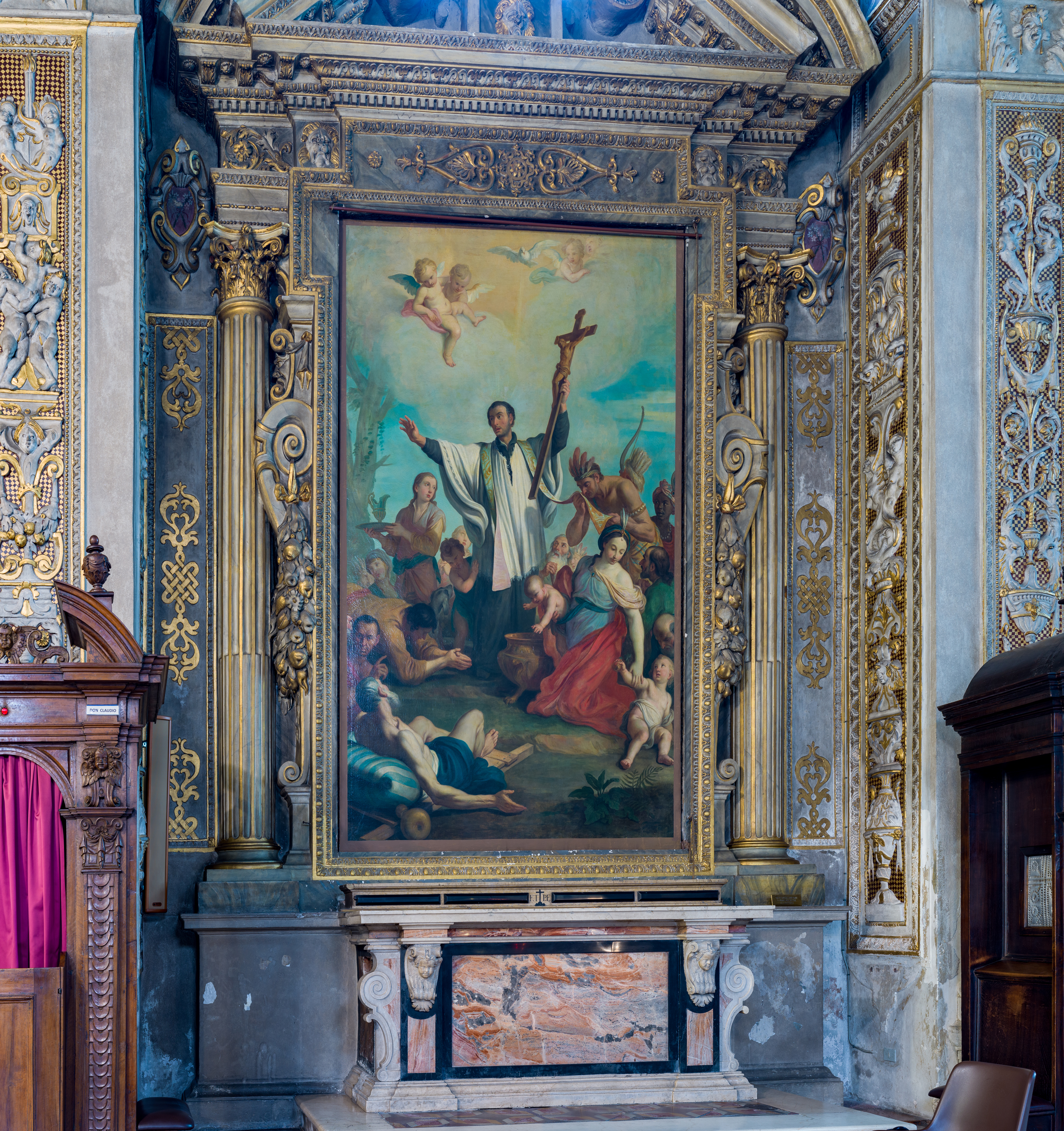
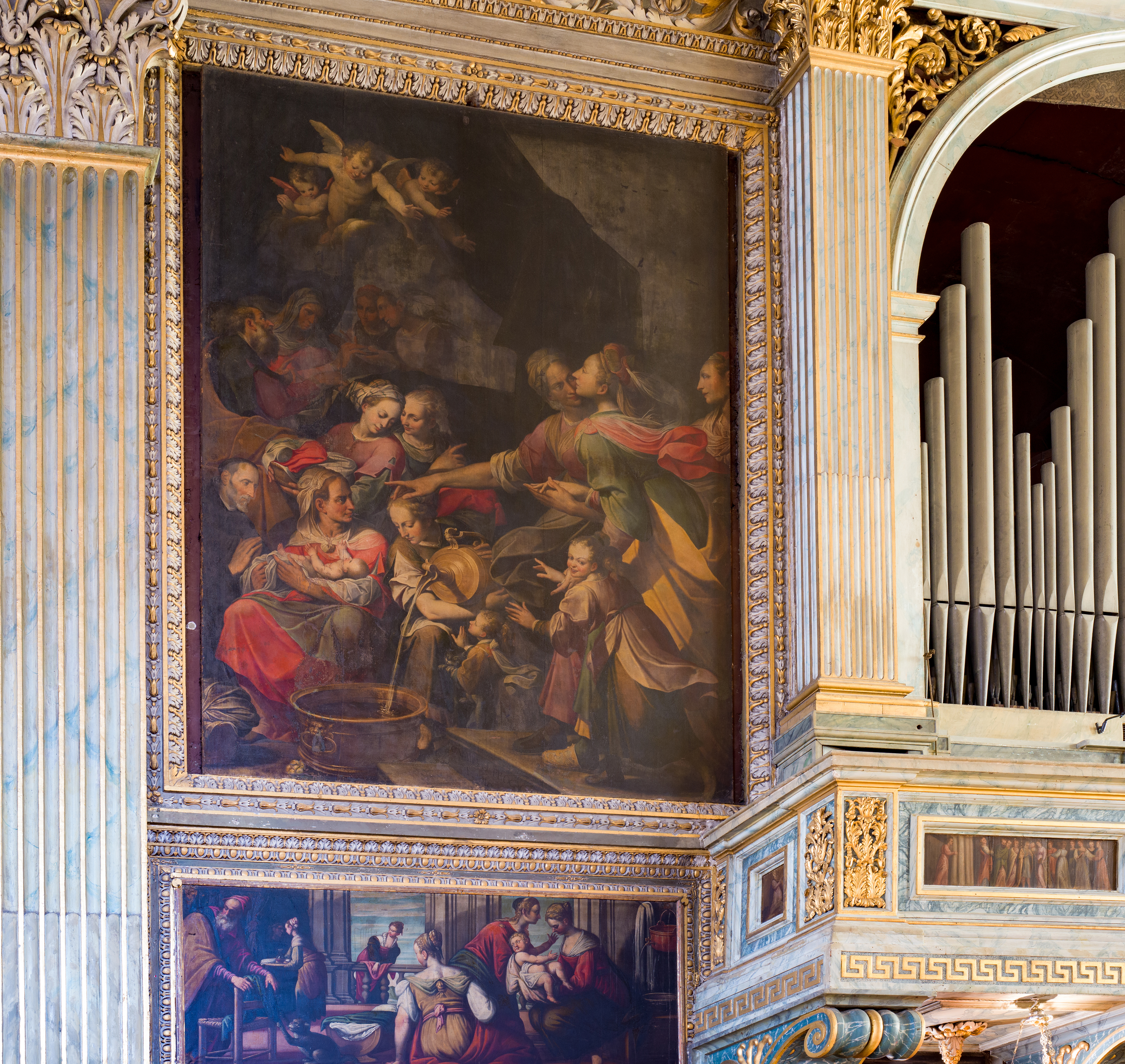
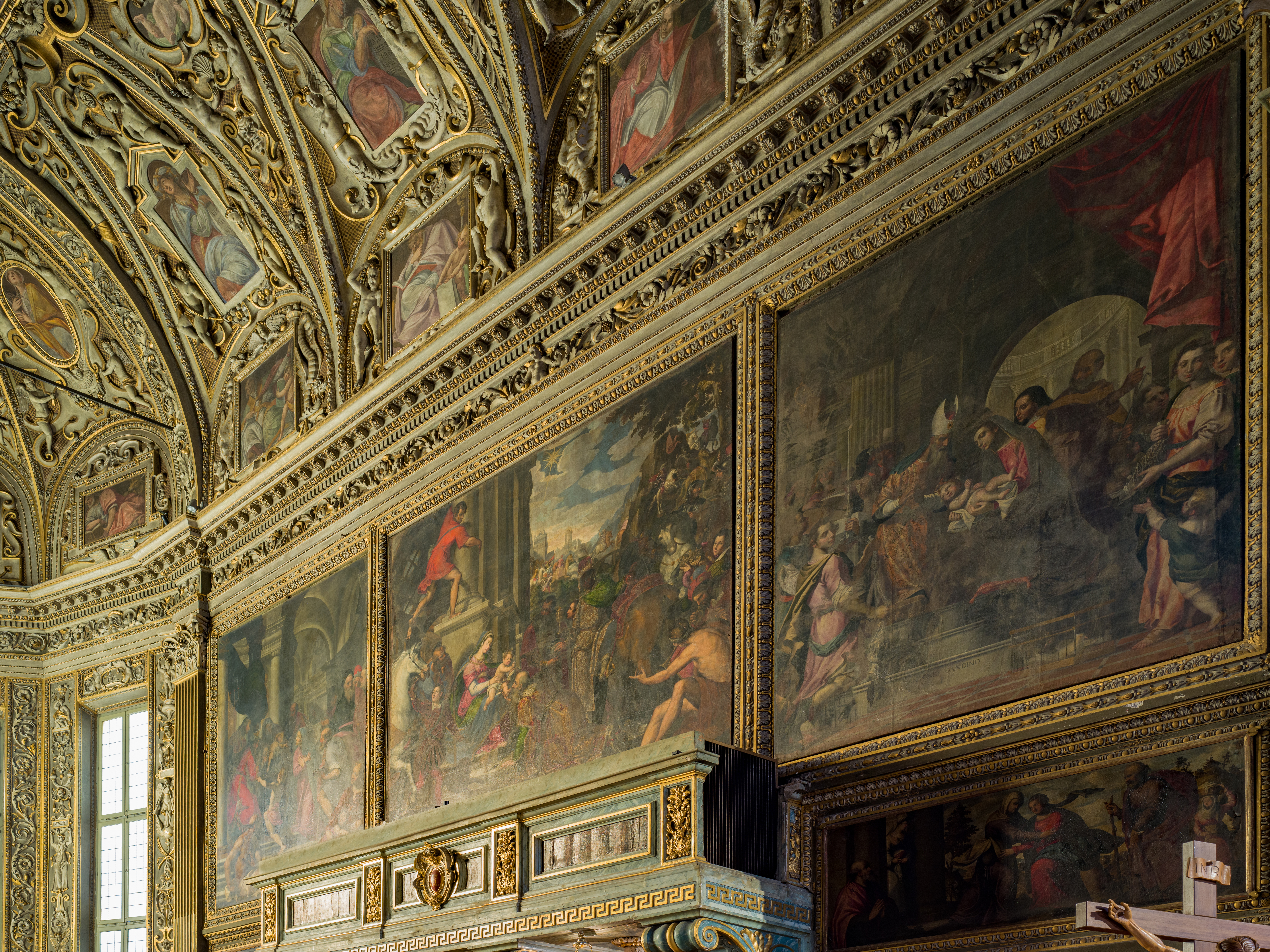
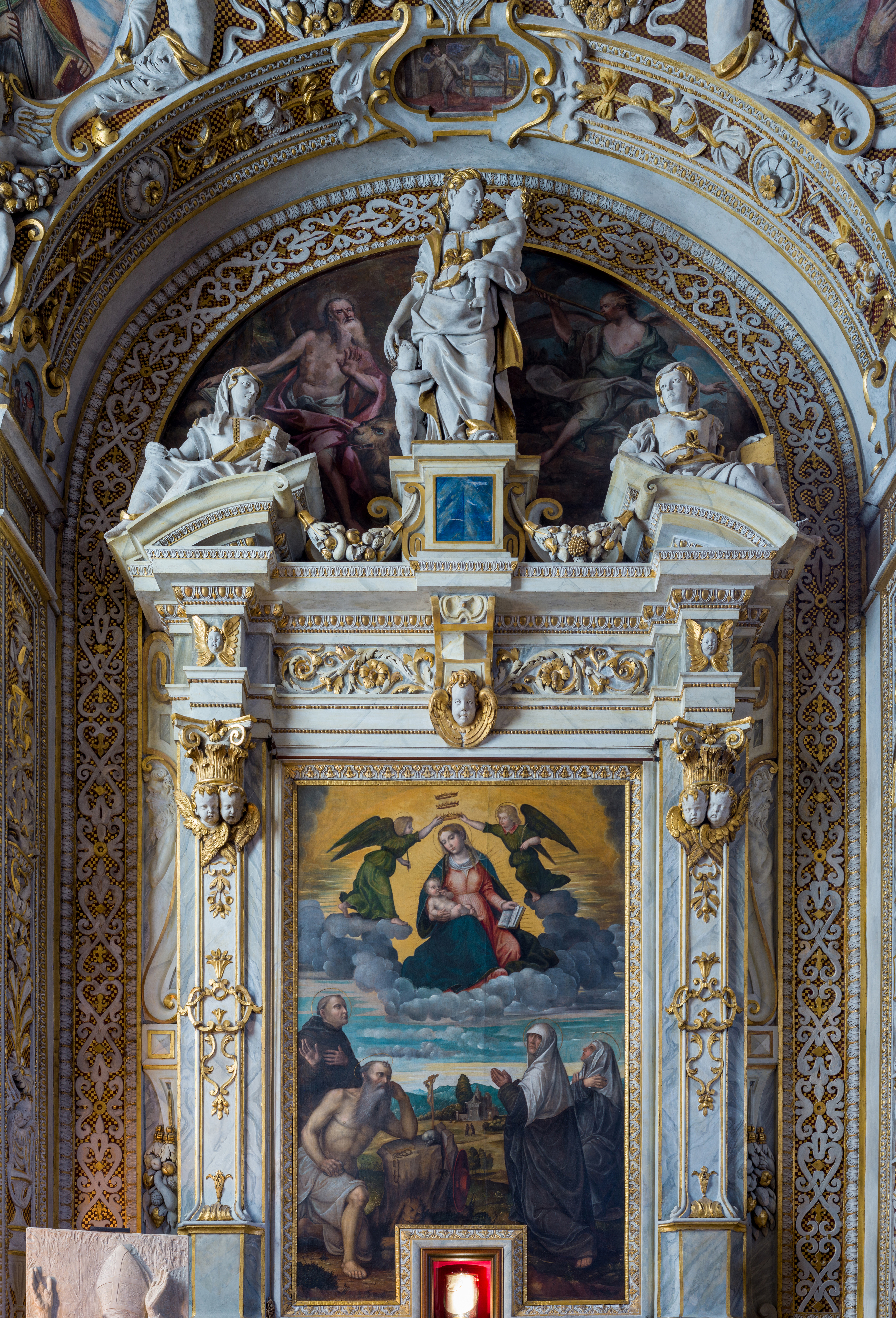
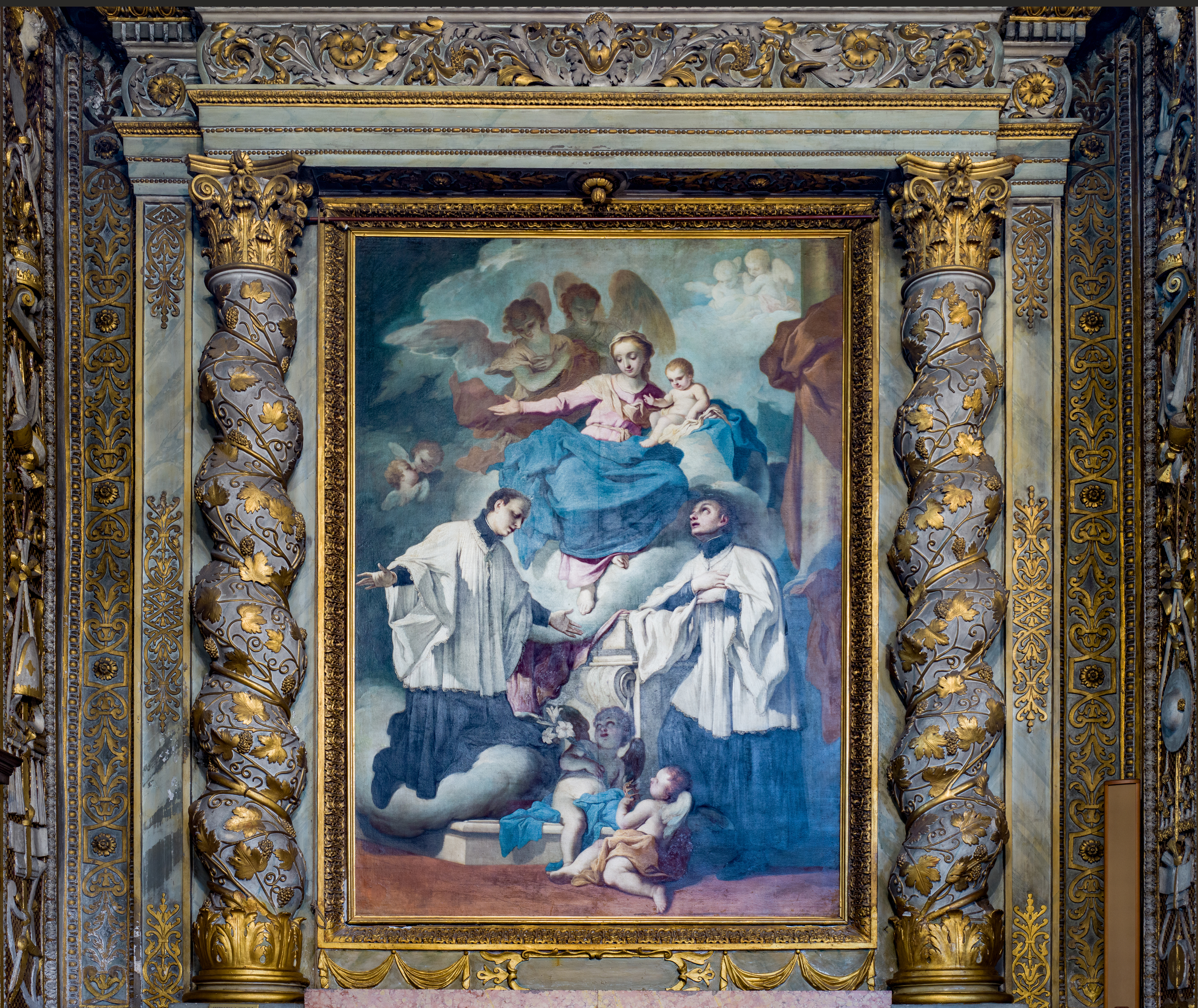
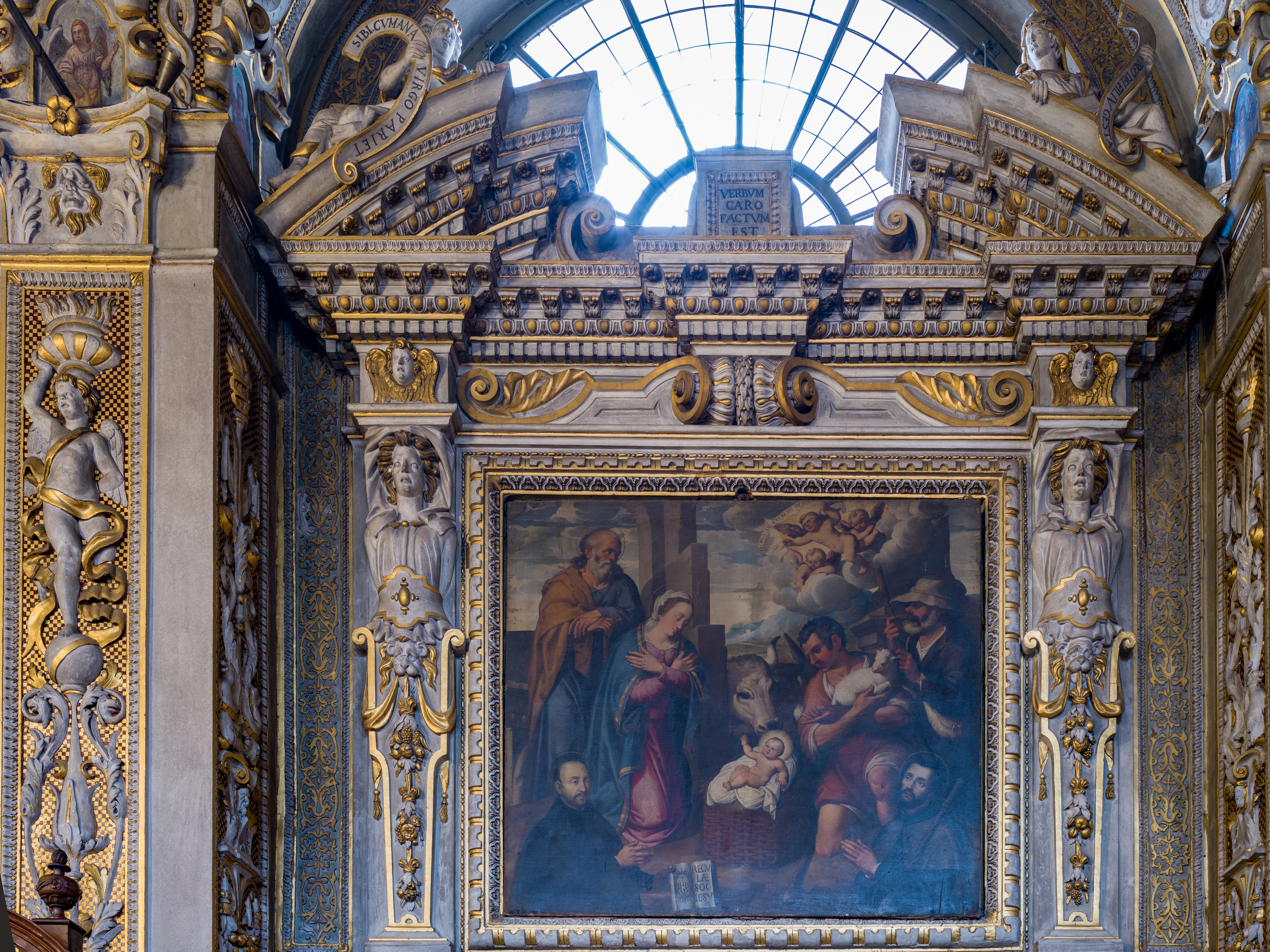
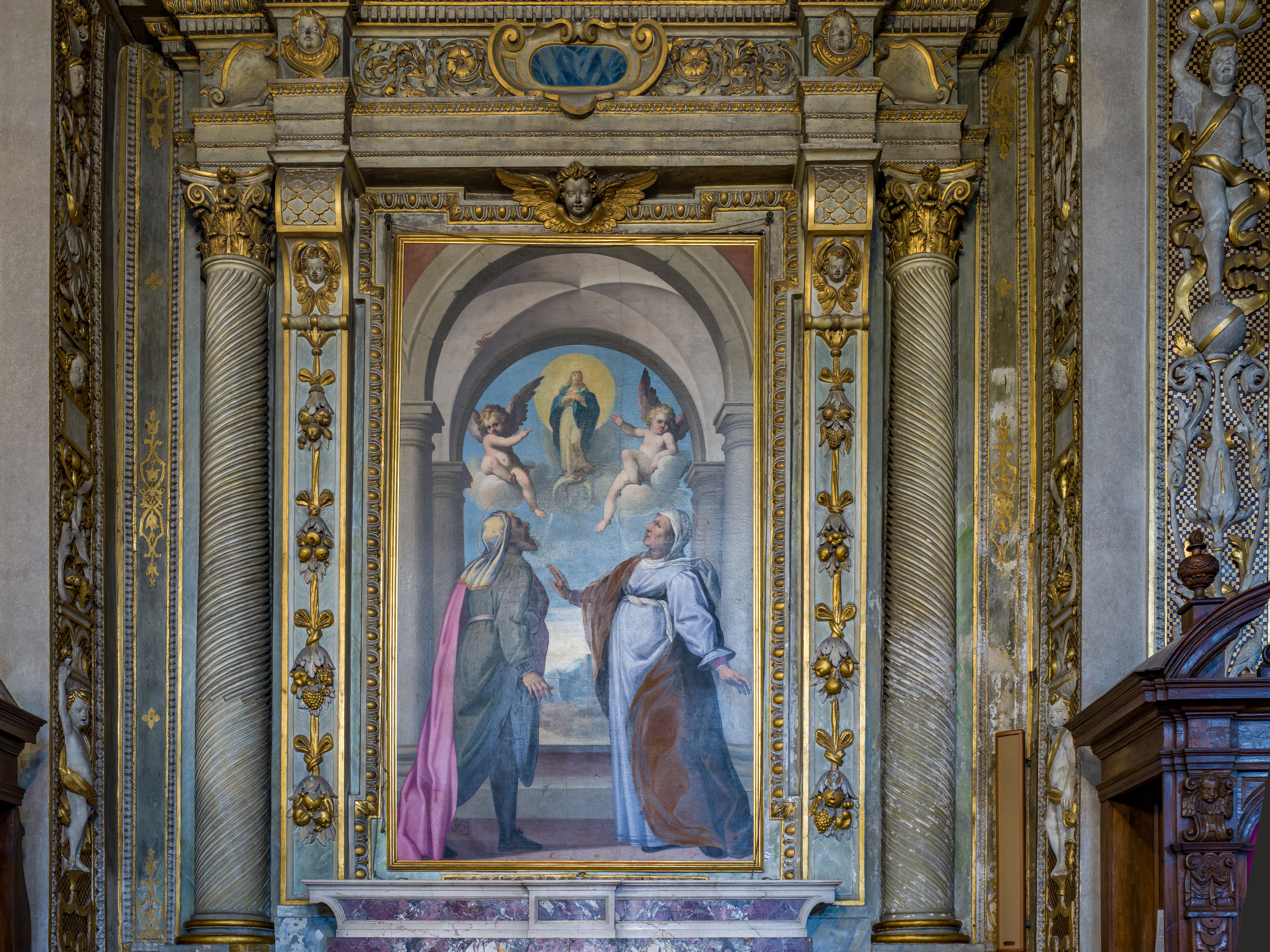
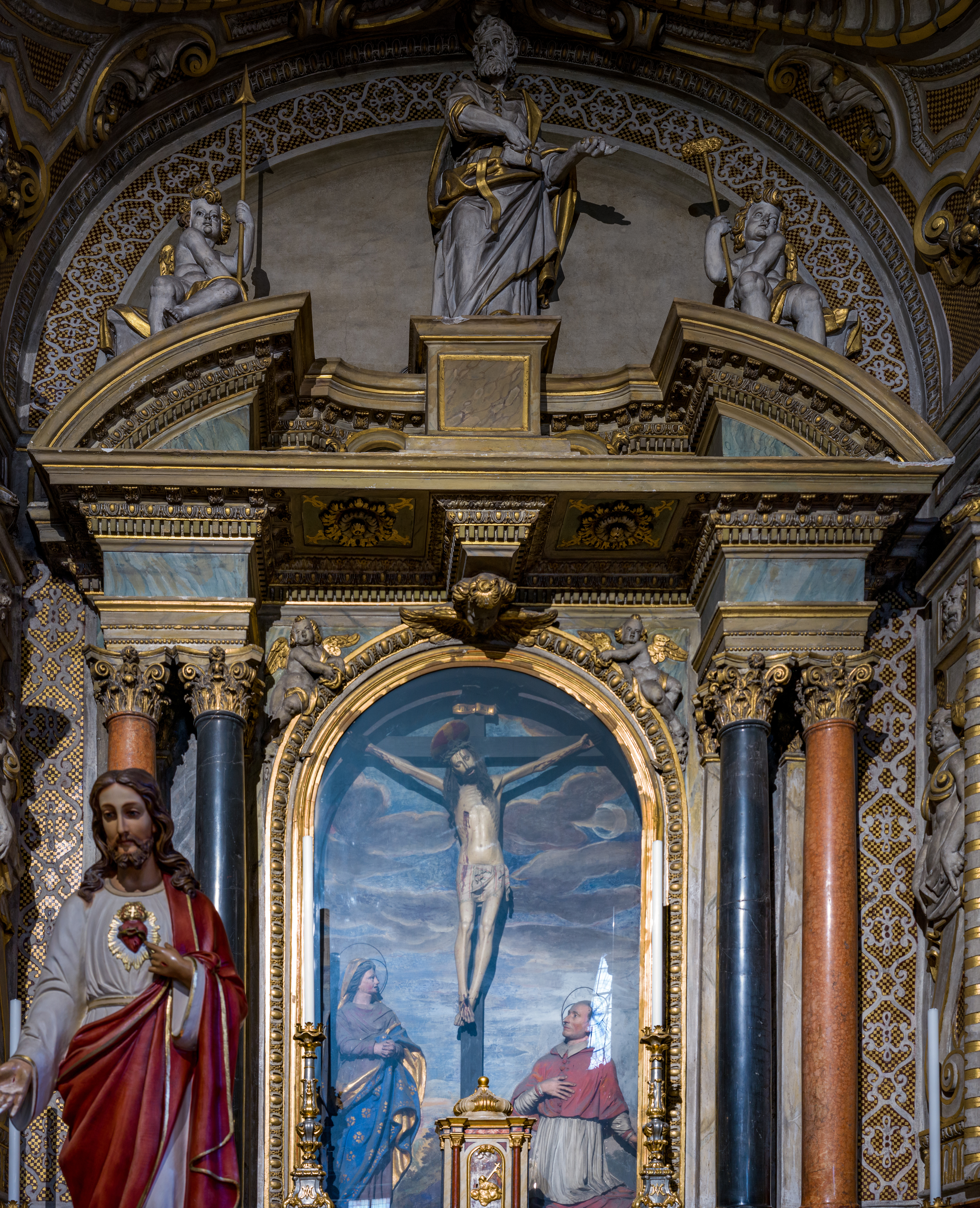